# Ribes moupinense
Ribes moupinense är en ripsväxtart som beskrevs av Adrien René Franchet. Ribes moupinense ingår i släktet ripsar, och familjen ripsväxter.

## Underarter
Arten delas in i följande underarter:
- R. m. muliense
- R. m. pubicarpum
- R. m. tripartitum